# Petroldragon
La Petroldragon è stata una società nata alla fine degli anni settanta dello scorso secolo per lo sfruttamento di un brevetto che i proponenti affermavano idoneo a trasformare i rifiuti in petrolio, gas e carbone. Agli inizi degli anni novanta, l'azienda e il suo titolare, Andrea Rossi, finiscono sotto inchiesta per diversi reati legati allo smaltimento dei rifiuti. Nel 1993, una Commissione interministeriale incaricata di collaudare la bontà del brevetto escluse che il ciclo di lavorazione messo in atto da Rossi fosse idoneo a produrre oli greggi.
La vicenda viene oggi indicata come esempio di "ecotruffa" che fa uso di tecnologie tarocche.

## La presunta invenzione
Il presunto processo inventato da Andrea Rossi, chiamato lo Sceicco della Brianza a causa di questa sua invenzione, sarebbe una variante del processo di depolimerizzazione, che permette di ottenere il cracking delle grosse molecole organiche, provenienti dalle plastiche, composti vegetali, animali, gomme ecc. riducendole nella forma di carbone-petrolio-gas. Il processo avviene in assenza di ossigeno, inizialmente ad una bassa temperatura (250 °C), ma elevata pressione (4 MPa) per un tempo di circa 15 minuti, in questa fase i composti organici si trasformerebbero in composti ricchi di idrocarburi, ma fisicamente simili ad una cenere nera ad alto contenuto carbonioso, questa cenere viene successivamente fatta passare in un processo di trasformazione a media temperatura (500 °C) che romperebbe le lunghe catene aromatiche (cracking), facendola diventare in una certa percentuale petrolio, secondo quanto affermava l'inventore.
Prima della presunta invenzione di Andrea Rossi (Ottobre 1977) questo tipo di processo era piuttosto dispendioso in quanto l'energia prodotta era inferiore a quella consumata per sostenere il processo stesso. La Petroldragon invece dichiarava un'efficienza di conversione in peso dei rifiuti a prodotti combustibili in ragione dell'80%.

## La Petroldragon

### La raccolta e lo stoccaggio dei rifiuti: l'inizio della attività
Andrea Rossi (Milano, 3 giugno 1950), laureato in filosofia, nel 1982 firma un accordo con l'Eni che prevede lo sfruttamento del processo da lui inventato sul piano industriale e commerciale in Italia e nel mondo. Nello stesso anno su proposta di Francesco Colucci, sottosegretario socialista alle Finanze, viene approvata una legge sui "liquidi combustibili ottenuti dal trattamento dei rifiuti industriali o urbani" che agevolava l'attività di aziende come la Petroldragon.
Nel 1983 la regione Lombardia autorizza la sperimentazione del processo sotto il controllo dei ricercatori Eni; dopo un anno e mezzo di sperimentazioni, i tecnici dell'Eni concludono che la scadente qualità dei liquidi prodotti, ne rende problematico l'utilizzo senza ulteriori e costosi trattamenti inoltre la presenza di composti clorurati rende improponibile la possibilità di impiego nei forni industriali per gli stessi tecnici anche il carbone prodotto era inutilizzabile e da mandare in discarica.
Nonostante queste risultanze fino al 1986 la regione Lombardia autorizza l'azienda di Rossi a trattare fino a 30 tonnellate al giorno di rifiuti industriali; alla fine degli anni ottanta Rossi conta su un giro d'affari miliardario e centri di stoccaggio vengono realizzati a Lacchiarella (dove la Petroldragon ha rilevato l'ex raffineria Omar), Dresano, Airuno, Zanica, Spinetta Marengo, Mosio e Piossasco
Dopo pochi anni le attività di Rossi richiamano l'attenzione sia dei movimenti ambientalisti sia dei cittadini che vivono nelle zone di stoccaggio che lamentano episodi di inquinamento.

### Fine della attività e problemi giudiziari
Nel 1989 la Guardia di Finanza sequestra l'impianto di smaltimento di rifiuti di Caponago della Petroldragon con altri sei depositi: le indagini avevano mostrato come il presunto petrolio che proveniva dall'azienda non avesse mai avuto collocazione sul mercato (il "prodotto" infatti era stato o stoccato in silos o illegalmente smaltito). Dalle analisi tale sostanza era risultata un miscuglio di rifiuti tossici non trattati contenenti solventi chimici altamente dannosi e con accentuata presenza di cloro e acido solforico..
Nel 1996 sarà avviata la bonifica dei terreni. Per la bonifica al 1997 erano stati spesi 57 miliardi di lire sostenuti dalla Regione Lombardia e dallo Stato (la spesa sarà al 2004 di 41 milioni di euro).
Le società di Rossi falliscono e viene quindi avviato un procedimento di risarcimento dei costi di smaltimento. Andrea Rossi viene processato per vari reati. Lo stesso Rossi verrà nuovamente arrestato a Roma nel 2000, dopo essersi trasferito in USA e durante un rientro in Italia, in qualità di latitante. Nell'autunno 2001 viene fatta una transazione che prevede che le 300 aziende clienti della Petroldragon risarciscano la regione Lombardia con circa 11 miliardi di lire Nel 2003 a Dresano erano ancora presenti 74 000 tonnellate di rifiuti tossici
Nel 2004 Andrea Rossi è assolto dalle accuse di associazione a delinquere finalizzata al riciclaggio di rifiuti tossici e nocivi per insussistenza del fatto. Si tratta della terza assoluzione dopo quelle ottenute nei processi tenuti presso i tribunali di Monza e Ariano Irpino dove erano stati precedentemente trasferiti alcuni tronconi dell'inchiesta. Rossi è stato sanzionato definitivamente solo per vicende minori legate al mancato rispetto delle autorizzazioni che aveva ottenuto per lo smaltimento dei rifiuti.
Per Rossi a novembre 2011 pendeva ancora in appello il processo per la bancarotta fraudolenta legata al crac finanziario della Petroldragon, dopo una condanna in primo grado a 8 anni di reclusione.
Sul proprio sito web Andrea Rossi scrive che di 56 processi, tutti quelli per i quali è stato incarcerato finiranno con un'assoluzione; di tutti i processi per motivazioni fiscali, derivati dalle bancarotte causate dalla chiusura della Omar e della Petroldragon, 5 finiscono con una condanna [...]. Tutti gli altri finiscono con assoluzioni e prescrizioni.